# أوزوالدو نافارو
أوزوالدو نافارو (بالإسبانية: Oswaldo Navarro)‏ هو لاعب كرة قاعدة فنزويلي، ولد في 2 أكتوبر 1984 في Villa de Cura ‏ في فنزويلا.

## وصلات خارجية
- أوزوالدو نافارو على موقع دوري كرة القاعدة الرئيسي (الإنجليزية)
- أوزوالدو نافارو على موقعبيزبول رفرنس.كوم (الدوري الرئيسي) (الإنجليزية)
- أوزوالدو نافارو على موقعبيزبول رفرنس.كوم (الدوري الثانوي) (الإنجليزية)
- أوزوالدو نافارو على موقع إي إس بي إن.كوم (أم.أل.بي) (الإنجليزية)
- أوزوالدو نافارو على موقع مشجعي الرسوم البيانية (الإنجليزية)